# Alfons de Portugal
Alfons de Portugal (Lisboa, 1475 - riu Tajo, 1491), infant de Portugal.

## Orígens familiars
Fill del rei Joan II de Portugal i la seva esposa Elionor de Viseu, nasqué el 18 de maig de 1475 a la capital del regne.
En honor del seu naixement, el seu pare Joan II nomenà les noves illes descobertes São Tomé i Príncipe en honor seu.

## Núpcies
El 3 de novembre de 1490 fou casat, amb 15 anys, amb Isabel d'Aragó, filla dels Reis Catòlics.
Els Reis Catòlics tenien un fill, l'infant Joan d'Aragó, nomenat príncep d'Astúries, però tenia la salut molt fràgil i tots pensaven que no sobreviuria molt de temps. Per això es veia a Isabel d'Aragó com la possible hereva de la Corona Hispànica, i el seu casament amb l'hereu del Regne de Portugal comportava la unió dels dos regnes. Els Reis Catòlics no veieren gaire bé aquesta possibilitat, ja que la unió dels dos regnes seria sota domini portuguès. És per això que intentaren dissoldre l'enllaç per la via diplomàtica, sense èxit gràcies la gran influència del Regne de Portugal sobre la Santa Seu.
El 13 de juliol de 1491, però, un accident de cavall al riu Tajo provocà la mort de l'infant Alfons de Portugal. L'accident passà en estranyes circumstàncies, i tot i que mai es va provar sembla que els Reis Catòlics estigueren relacionats amb ell. Fins i tot l'únic testimoni de la mort de l'infant portuguès desparagué el mateix dia sense poder aportar cap més informació.
Amb la mort d'Alfons, Joan II de Portugal es quedà sense hereus legítims. Els seus intents de legitimar Jordi de Lencastre, fruit d'una relació extramatriomonial, foren en va. La Corona passà així al seu parent mascle legítim més proper, el germà de la seva esposa i cosí seu Manuel I de Portugal que accedí a la corona el 1495.
Isabel d'Aragó llavors fou casada amb el nou rei, tot i que això comportava encara una possible unió de les corones hispàniques i portuguesa. A desgrat dels Reis Catòlics Isabel i Manuel I tingueren un fill, Miquel de Portugal, que fou nomenat hereu de Castella, Aragó i Portugal, però que la seva mort prematura comportà el reordenament dels infants hereus. Així Manuel I s'hagué de casar novament per tenir un successor mentre Isabel la Catòlic i Ferran el Catòlic nomenaren Joana la Boja hereva de Castella.